# Sarah Palin
Sarah Louise Heath Palin (Sandpoint, Idaho, 1964) és una política estatunidenca membre del Partit Republicà i Governadora d'Alaska des del 2006 fins al 2009.
El 3 de juliol de 2009 va anunciar la seva renúncia a la reelecció com a governadora d'Alaska i que traspassaria el poder el 26 de juliol de 2009 al vicegovernador Sean Parnell.
El 29 d'agost de 2008 va anunciar la seva candidatura a vicepresidenta dels Estats Units pel Partit Republicà, acompanyant a John McCain a la candidatura presidencial, convertint-se així en la primera dona que aspirà a la vicepresidència d'aquest país pel Partit Republicà, i la segona a la història després de Geraldine Ferraro, la qual l'any 1984 fou companya de candidatura de Walter Mondale, candidat pel Partit Demòcrata. Fou derrotada juntament amb McCain pel demòcrata Barack Obama a les eleccions presidencials del 4 de novembre de 2008.

## Infància i joventut
Sarah Heath nasqué a Sandpoint, Idaho. Filla d'un mestre de ciències i d'una secretària.Pocs mesos després de néixer la seva família es traslladà a Alaska.
L'any 1984, Palin guanyà el concurs de bellesa "Miss Wasilla", i quedà en segon lloc. Hi tocà la flauta i fou elegida "Miss Simpatia". Va anar a l'Institut Hawaii Pacific College l'any 1982 durant un semestre, on es graduà en Administració d'Empreses. L'any 1983 es matriculà al North Idaho College. L'any 1987, Palin obtingué el títol de Periodisme a la Universitat d'Idaho, on també es graduà en Ciències Polítiques.
Treballà durant un breu període com a periodista esportiva per algunes televisions locals, així com ajudà al petit negoci familiar juntament amb el seu marit dedicat a la pesca.

## Inicis a la política

### Ajuntament
L'any 1996 s'enfrontà a l'alcalde John Stein de Wasilla (Alaska). Li criticà excés de despesa i els alts impostos i aconseguí guanyar les eleccions. Palin feu campanya prometent reduir el sou de l'alcalde i els impostos sobre la propietat un 40 per cent.
Financià la construcció d'un poliesportiu i una pista de gel coberta. Es presentà a la reelecció com alcaldesa contra Stein l'any 1999, i aconseguí guanyar amb un 50% més de vots que el seu oponent. Palin també fou elegida Presidenta de la Conferència d'Alcaldes d'Alaska.

## Governadora
A les eleccions de novembre de 2006, Palin vencé el Governador Murkowski a les primàries republicanes. El seu company de campanya fou el senador Sean Parnell.
A l'agost, declarà que els tres pilars de la seva administració serien l'educació, el transport i la seguretat. Encara que gastà menys en campanya electoral que el seu oponent demòcrata, guanyà les eleccions per Governador d'Alaska el novembre de 2006, vencent Tony Knowles amb un 48,3% dels vots davant del 40,9% del seu adversari.
Palin es convertí així en la primera Governadora d'Alaska i, amb 42 anys, en la més jove de la història de l'Estat. És la primera Governadora nascuda després del reconeixement d'Alaska com estat dels Estats Units i la primera en no ser designada pel càrrec a la ciutat de Juneau, com es fa tradicionalment. Decidí que la cerimònia tingués lloc a Fairbanks el 4 de desembre de 2006.
Ha desafiat a molts dels membres del partit. Per exemple, recolzà la proposta de Sean Parnell per destituir a l'experimentat congressista dels Estats Units, Don Young. Palin també demanà públicament al senador Ted Stevens que aclarís les investigacions federals que s'estaven realitzant sobre les seves finances.

## Ideologia
Palin pertany al Partit Republicà i es considera com una conservadora social. D'aquesta manera, s'oposa a l'avortament, forma part de l'organització pro-vida Feminists For Life, s'oposa al matrimoni homosexual, encara que seguí les ordres del Tribunal Suprem d'Alaska per implementar certs beneficis a les parelles del mateix sexe.
És membre de l'Associació Nacional del Rifle (NRA). Recolzà la invasió d'Iraq i digué que els líders de la nació enviaven soldats a una missió que és de Déu. (en anglès: "Our national leaders, are sending (U.S. soldiers) out on a task that is from God"), una idea que ha estat des de llavors recollida en diverses anàlisis sobre política i religió.

## Candidata a la Vicepresidència

Logo de la candidatura republicana de 2008

El 29 d'agost de 2008 fou elegida com a companya de John McCain al ticket presidencial i durant una setmana McCain superà el senador Obama en els sondeigs, malgrat que més del 50% dels votants consideren que no està capacitada per ser vicepresidenta, a causa de la seva edat i als seus discursos de buits d'arguments, cas semblant al de Dan Quayle l'any 1988, que no impedí que George H. W. Bush fos elegit president per gran majoria.
El 2 d'octubre tingué lloc el debat entre vicepresidents, en el qual hagué d'enfrontar-se al senador Joe Biden, i superà àmpliament les expectatives, encara que sense vèncer el senador Biden en els sondeigs. El senador McCain també perdé els tres debats presidencials segons algunes empreses demoscòpiques.

## Especulació 2012
Derrotada en les eleccions de 2008, els mitjans de comunicació van començar a especular molt sobre la seva possible candidatura a la Presidència dels Estats Units per a les eleccions de 2012.
Aquest rumor no ha estat mai aclarit per Palin, malgrat que disposa d'un ampli suport entre la base religiosa del Partit Republicà, la qual va donar la victòria a Bush en dues ocasions. Durant la campanya electoral amb McCain es va guanyar la simpatia de la classe mitjana més conservadora i evangèlica per les seves posicions (divergents a les de McCain) social-conservadores.
Des de llavors, els instituts d'opinió l'han inclòs en els seus sondeigs com a candidata a les primàries republicanes, juntament amb Mitt Romney, Mike Huckabee i Newt Gingrich. Ocupa en la majoria d'enquestes la segona posició a poca diferència de Romney, que els encapçala.
Va anunciar a través de Jonathan Burnham, editor de Harper, la publicació del seu primer llibre, una autobiografia titulada "Going Rouge: An American Life" (Anant per lliure: una vida americana). El 17 de novembre de 2009 es posà a la venda a totes les llibreries americanes i en una setmana va vendre més de 300.000 còpies, arribant a un total de més de 4.000.000 de llibres venuts avui dia, al nivell de les memòries dels Clinton.